# Phani Burma
Phani Burma (* 1897 in Kolkata; † nach 1957 ebenda) war ein bengalischer Schauspieler und Filmregisseur.

## Leben
Er begann seine Filmkarriere als Schauspieler 1928 mit der Titelrolle des Debdas in Naresh Mitras Erstverfilmung von Sharatchandra Chattopadhyays bekanntem Roman. Bis 1934 spielte er häufig unter Charu Roy, aber auch unter Jyotish Bannerjee und P. C. Barua. Nach zehnjähriger Leinwandpause trat er noch einmal 1944 in Chhabi Biswas’ erster Regiearbeit Pratikar auf.
1930 übernahm Phani Burma bei Shesh Path erstmals die Regie eines Films. Ab 1936 wechselte er zu kontinuierlicher Regiearbeit und drehte bis 1957 siebzehn weitere bengalische Filme.

## Filmografie
- 1930: Sheshpath
- 1936: Krishna Sudama
- 1936: Jhinjhinyar Jer
- 1936: Bishabriksha
- 1937: Prabas Milan
- 1939: Janak Nandini
- 1939: Debjani
- 1940: Kamale Kamini
- 1940: Byabadhan
- 1940: Nimai Sanyasi
- 1946: Mandir
- 1952: Prahlad
- 1952: Vishwamitra
- 1954: Joydeb
- 1955: Shribatsa Chinta
- 1957: Harishchandra
- 1957: Onkarer Joy Jatra
- 1957: Daata Karna